# Johann Adam von Questenberg
Johann Adam von Questenberg (bautizado el 24 de febrero de 1678-10 de mayo de 1752) fue un noble, Reichshofrat, músico aficionado y mecenas de las artes austríaco. Fue consejero de la Corte Imperial de Viena de 1702 a 1735. Organizó conciertos en sus palacios de Viena y de Jarmeritz y encargó composiciones a compositores contemporáneos. Convirtió su palacio en un destacado centro musical de Europa central.

## Biografía

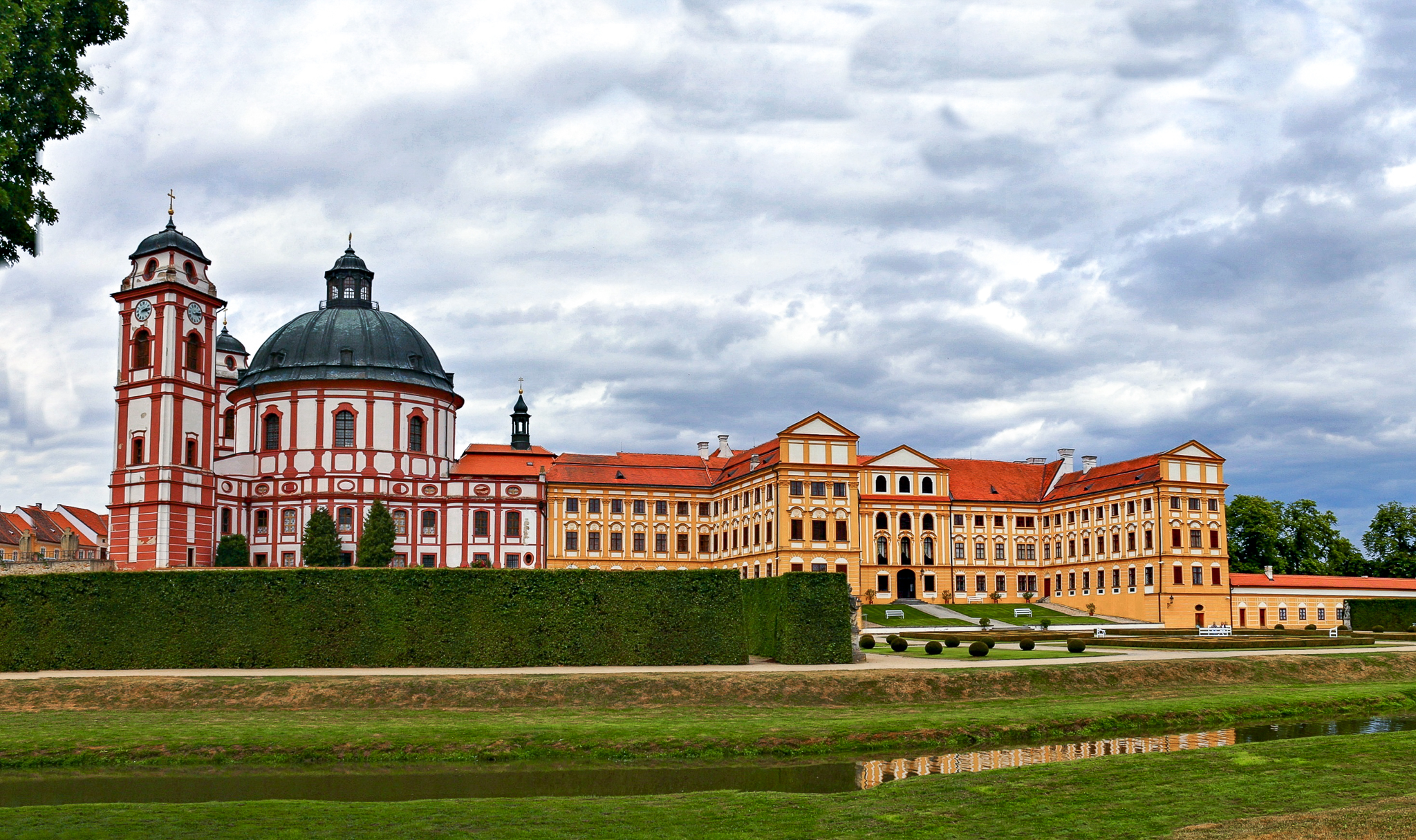
Schloss Jarmeritz.

Questenberg fue bautizado en Viena, procedente de la rama de Colonia de la noble familia Questenberg. Su abuelo, Gerhard von Questenberg, entró al servicio de los Habsburgo, adquiriendo así varios Herrschaften (dominios) en Bohemia, Moravia y Baja Austria, incluido Schloss Jarmeritz. El padre de Questenberg, Johann Anton (1633-1686), eligió este palacio para su sede.
Questenberg estudió filosofía en Viena (1692-1694) y jurisprudencia en Praga (1694-1696). Al graduarse, recibió el título de Graf (conde) en 1696. En 1702, después de pasar tres años realizando su «Grand Tour» por Europa, llegó a la Corte Imperial de Viena, en calidad de consejero. Fue ascendido a Reichshofrat en 1706, convirtiéndose en consejero privado y chambelán en 1723. Su palacio vienés, ahora conocido como Questenbergpalais, y sus mansiones se ampliaron en estilo barroco. Su mandato en la corte terminó en 1735, cuando el emperador Carlos VI lo envió al Landtag de Moravia como Prinzipalkommissar (representante personal del emperador).
Durante su estancia en Viena, organizó conciertos en su palacio. Después de 1722, también realizó actuaciones en el teatro del palacio en Jarmeritz. Allí mantuvo un conjunto musical permanente, con sus propios compositores, veinte vocalistas y setenta instrumentistas, que también participaron en conciertos de música sacra y escolares. En la década de 1730, su palacio se había convertido en un centro musical nacional.
El propio Questenberg era un compositor y músico aficionado, que tocaba el laúd y el tiorba; sólo dos piezas de él han sobrevivido. También fue un entusiasta coleccionista de música; encargando numerosas obras de compositores contemporáneos. Además, mantuvo correspondencia con Antonio Vivaldi y Johann Sebastian Bach. Pudo haber conocido a Bach en Karlsbad, donde había acompañado al director de música de la corte, el príncipe Leopoldo de Anhalt-Köthen, en 1718 y 1720. También hay evidencia de un contacto profesional con Bach, a través de un intermediario, en 1749. El estudioso de Bach Michael Maul sugirió que Questenberg pudo haber encargado la misa en si menor.
Questenberg se casó dos veces: primero, en 1707, con María Antonia, Gräfin de Waldburg (1691-1736), con quien tuvo seis hijos; y después, en 1738, con María Antonia, Gräfin Kaunitz (1708-1778) con la que solamente una única hija, María Carolina (1712-1750), llegó a la edad adulta. Nombró a Dominik Andreas von Kaunitz, sobrino de su segunda esposa, heredero de sus propiedades y título. Murió en Jarmeritz.

## Lectura adicional
- von Wurzbach, Constantin (1872). «Questenberg, Hermann Freiherr von». Biographisches Lexikon des Kaiserthums Oesterreich [Léxico biográfico del Imperio austríaco] (en alemán). Viena: Kaiserlich-königliche Hof- und Staatsdruckerei [Corte Imperial-Real e Imprenta Estatal]. p. 150.

- Datos: Q12022369
- Multimedia: Johann Adam von Questenberg / Q12022369